# كهف دودلي وارد
كهف دودلي وارد (بالإنجليزية: Dudley Ward's Cave)‏ هو كهف يقع ضمن أقاليم ما وراء البحار البريطانية في منطقة جبل طارق التابعة للتاج البريطاني.